# Trichacis mandibulata
Trichacis mandibulata är en stekelart som beskrevs av Lubomir Masner 1983. Trichacis mandibulata ingår i släktet Trichacis och familjen gallmyggesteklar. Inga underarter finns listade i Catalogue of Life.